# 后肾管
后肾管（單數：Metanephridium複數：Metanephridia）是环节动物等真体腔动物的排泄器官。后肾管较原肾管高级。

## 相对于原肾管的特征
- 后肾管是中胚层来源，体腔上皮向外突出形成。而原肾管则是由外胚层陷入体内形成的。
- 后肾管两端开口，一端是漏斗状的收集结构，另一端通往体外，但一些蚯蚓的后肾管开口于消化道。而原肾管是一端由焰细胞封闭的盲管。
- 后肾管是由上皮细胞围成的。而原肾管是胞内管。
- 后肾管收集液体，而原肾管是利用渗透作用集得液体，效率低。

后肾管开始从血液中接受代谢废物，使进入管内的体腔液代谢废物浓度大大升高，加之重吸收作用的出现，肾管中的液体与体腔液很不相同，就此可称为尿。

## 原理
原理是血液在体腔通过压力过滤作用形成的。在此特化的体腔上皮细胞-足细胞（podocytes）外基（ECM）质成为超过滤的场所。ECM的孔可以让小分子物质通过，而蛋白质和细胞则会留在血液中。原尿会在后肾管肾口（Nephrostom，纤毛漏斗）被收集，之后小管上皮主动重吸收一切有用的物质。之后这种终尿会经肾孔（Nephropore）排出体外。
后肾管系统比较费事，但是最大的好处是，不需要额外的系统就可以将一切在血液中的废物和有毒物质排出体外。